# NGC 6937
NGC 6937 é uma galáxia espiral barrada (SBc) localizada na direcção da constelação de Indus. Possui uma declinação de -52° 08' 38" e uma ascensão recta de 20 horas, 38 minutos e 45,8 segundos.
A galáxia NGC 6937 foi descoberta em 8 de Julho de 1834 por John Herschel.